# ليليانا غافينكو
ليليانا غافينكو (Liliana Gafencu) هي لاعبة أولمبية لرياضة تجديف من رومانيا. شاركت في الأولمبياد الصيفي في 1996–2004، وفازت بما مجموعه 3 ميداليات.

## الميداليات
| ذهب | فضة | برونز | المجموع |
| 3   | 0   | 0     | 3       |

## روابط خارجية
- ليليانا غافينكو على موقع الاتحاد الدولي للتجديف (الإنجليزية)
- ليليانا غافينكو على موقع اللجنة الأولمبية الدولية (الإنجليزية)
- ليليانا غافينكو على موقع أوليمبيديا (الإنجليزية)
- ليليانا غافينكو على موقع اللجنة الأولمبية الرومانية (الرومانية)